# Julian Joachim
Julian Jostin Joachim (Peterborough, Inglaterra, 20 de septiembre de 1974), futbolista inglés, de origen sanvicentino. Juega de delantero y actualmente está sin equipo.

## Selección nacional
Ha sido internacional con la Selección de fútbol de Inglaterra sub-21.

### Participaciones en Copas del Mundo
| Mundial                               | Sede      | Resultado |
| ------------------------------------- | --------- | --------- |
| Copa Mundial de Fútbol Sub-20 de 1993 | Australia | Semifinal |

## Clubes
| Club                 | País       | Año       |
| -------------------- | ---------- | --------- |
| Leicester City       | Inglaterra | 1992-1996 |
| Aston Villa          | Inglaterra | 1996-2001 |
| Coventry City        | Inglaterra | 2001-2004 |
| Leeds United         | Inglaterra | 2004-2005 |
| Walsall FC           | Inglaterra | 2005      |
| Boston United        | Inglaterra | 2005-2006 |
| Darlington FC        | Inglaterra | 2006-2008 |
| King's Lynn F.C.     | Inglaterra | 2008-2009 |
| Thurmaston Town F.C. | Inglaterra | 2009      |
| Quorn F.C.           | Inglaterra | 2009-2010 |
| Hinckley United      | Inglaterra | 2010      |
| Holbeach United      | Inglaterra | 2010-2011 |
| Boston United        | Inglaterra | 2011      |
| Coalville Town       | Inglaterra | 2011      |